# Rhynchosauridae
Los rincosáuridos (Rhynchosauridae) son una familia de saurópsidos arcosauromorfos rincosauroides, que vivieron a principios del Período geológico Triásico, hace aproximadamente 245 a 203 millones de años, desde el Anisiense al Noriense. Se caracterizaban por sus cuerpos cilíndricos y rechonchos y un poderoso pico en la boca. Incluye a dos subfamilias, Rhynchosaurinae y Hyperodapedontinae.

## Clasificación
- Familia Rhynchosauridae
  - Eifelosaurus
  - Mesodapedon
  - Paradapedon
  - Subfamilia Hyperodapedontinae
    - Hyperodapedon
    - Bentonyx
    - Scaphonyx
    - Otischalia
    - Isalorhynchus

  - Subfamilia: Rhynchosaurinae
    - Rhynchosaurus
    - Stenaulorhynchus
    - Fodonyx